# Henri de Gondi
Henri de Gondi (Parigi, 1572 – Parigi, 14 agosto 1622) è stato un cardinale e vescovo cattolico francese.
Fu nominato cardinale della Chiesa cattolica da papa Paolo V.

## Biografia
Nacque a Parigi nel 1572, da Alberto di Gondi, duca di Retz e marchese di Belle-Isle nonché maresciallo e pari di Francia, e da Claudia Caterina di Clermont-Dampierre. Era nipote di Pietro di Gondi e zio del famoso Giovan Francesco Paolo di Gondi. Sarà zio del cardinale Jean-François-Paul de Gondi de Retz. La sua famiglia era originaria di Firenze.
Intrapresa la carriera ecclesiastica, decise di studiare diritto canonico e civile laureandosi utroque iure in Francia. Divenuto maestro dell'oratorio del re, venne nominato canonico del capitolo della cattedrale di Parigi dal settembre del 1587. Abate Commendatario dell'Abbazia di Santa Croce di Quimperlé dal 1588, ottenne poi in commenda anche le abbazie di Chaume e Saint-Jean des Vignes a Soissons, e l'abbazia di Buzay.
Ordinato sacerdote, venne eletto vescovo di Parigi il 16 giugno 1597 e consacrato il 1º marzo 1598 per mano del cardinale Pierre de Gondi, vescovo dimissionario di Parigi, assistito da Armand Sorbin, vescovo di Nevers, e da René Potier, vescovo di Beauvais. Prese parte agli stati generali del 1614 e del 1615 e fu provvisore della Sorbona nel 1616. Membro del Consiglio Reale, ne fu a capo dal 1619. Abate commendatario dell'Abbazia di Notre Dame de la Couronne presso Angoumois dal 1619, divenne membro del Dipartimento Ecclesiastico di stato.
Creato cardinale presbitero nel concistoro del 26 marzo 1618, non si recò mai a Roma per ricevere la berretta ed il titolo cardinalizio. Venne nominato Commendatore dell'Ordine dello Spirito Santo dal 1619.
Morì a Parigi il 14 agosto 1622. La sua salma venne sepolta nella cappella di famiglia all'interno della cattedrale di Notre Dame di Parigi, mentre la notizia della sua morte raggiunse Roma il 1º settembre 1622.

## Genealogia episcopale e successione apostolica
La genealogia episcopale è:
- Cardinale Prospero Santacroce
- Cardinale Pierre de Gondi
- Cardinale Henri de Gondi

La successione apostolica è:
- Vescovo Geoffroy de Billy (1601)
- Vescovo Philippe Cospéan (1607)
- Vescovo Jacques Camus de Poutcarré (1614)
- Vescovo Henri Clausse de Marchamont (1615)
- Vescovo Jean Louis Bertier (1617)
- Arcivescovo Léonor d'Estampes de Valançay, O.S.B. (1620)

## Ascendenza
|                                  |                         |                             | Genitori                          |  |  | Nonni |  |  | Bisnonni         |  |  | Trisnonni          |  |
|                                  |                         |                             |                                   |  |  |       |  |  | 8. Antonio Gondi |  |  | 16. Leonardo Gondi |  |
|                                  |                         |                             |                                   |  |  |       |  |  | 8. Antonio Gondi |  |  | 16. Leonardo Gondi |  |
|                                  |                         | 17. Francesca Biliotti      |                                   |  |  |       |  |  | 8. Antonio Gondi |  |  |                    |  |
| 4. Guidobaldo Gondi              |                         |                             |                                   |  |  |       |  |  | 8. Antonio Gondi |  |  |                    |  |
|                                  |                         | 9. Maddalena Corbinelli     | 18. Bernardo Corbinelli           |  |  |       |  |  |                  |  |  |                    |  |
|                                  |                         | 9. Maddalena Corbinelli     | 18. Bernardo Corbinelli           |  |  |       |  |  |                  |  |  |                    |  |
|                                  |                         | 9. Maddalena Corbinelli     | 19. Elisabetta Almaneschi         |  |  |       |  |  |                  |  |  |                    |  |
| 2. Albert de Gondi               |                         | 9. Maddalena Corbinelli     |                                   |  |  |       |  |  |                  |  |  |                    |  |
|                                  |                         | 10. Nicolas de Pierrevive   | 20. Amédée de Pierrevive          |  |  |       |  |  |                  |  |  |                    |  |
|                                  |                         | 10. Nicolas de Pierrevive   | 20. Amédée de Pierrevive          |  |  |       |  |  |                  |  |  |                    |  |
|                                  |                         | 10. Nicolas de Pierrevive   | 21. Jeanne de La Ville            |  |  |       |  |  |                  |  |  |                    |  |
| 5. Marie Catherine de Pierrevive |                         | 10. Nicolas de Pierrevive   |                                   |  |  |       |  |  |                  |  |  |                    |  |
|                                  |                         | 11. Jeanne de Thurin        | 22. André de Thurin               |  |  |       |  |  |                  |  |  |                    |  |
|                                  |                         | 11. Jeanne de Thurin        | 22. André de Thurin               |  |  |       |  |  |                  |  |  |                    |  |
|                                  |                         | 11. Jeanne de Thurin        | 23. Bonne de Faye                 |  |  |       |  |  |                  |  |  |                    |  |
| 1. Henri de Gondi                |                         | 11. Jeanne de Thurin        |                                   |  |  |       |  |  |                  |  |  |                    |  |
|                                  | 12. Jacques de Clermont | 24. Francois de Clermont    |                                   |  |  |       |  |  |                  |  |  |                    |  |
|                                  | 12. Jacques de Clermont | 24. Francois de Clermont    |                                   |  |  |       |  |  |                  |  |  |                    |  |
|                                  | 12. Jacques de Clermont | 25. Isabeau de Chaudrier    |                                   |  |  |       |  |  |                  |  |  |                    |  |
| 6. Claude de Clermont            | 12. Jacques de Clermont |                             |                                   |  |  |       |  |  |                  |  |  |                    |  |
|                                  |                         | 13. Claudine de Saint-Seine | 26. Guillaume de Saint-Seine      |  |  |       |  |  |                  |  |  |                    |  |
|                                  |                         | 13. Claudine de Saint-Seine | 26. Guillaume de Saint-Seine      |  |  |       |  |  |                  |  |  |                    |  |
|                                  |                         | 13. Claudine de Saint-Seine | …                                 |  |  |       |  |  |                  |  |  |                    |  |
| 3. Claude Catherine de Clermont  |                         | 13. Claudine de Saint-Seine |                                   |  |  |       |  |  |                  |  |  |                    |  |
|                                  |                         | 14. André de Vivonne        | 28. Germain de Vivonne            |  |  |       |  |  |                  |  |  |                    |  |
|                                  |                         | 14. André de Vivonne        | 28. Germain de Vivonne            |  |  |       |  |  |                  |  |  |                    |  |
|                                  |                         | 14. André de Vivonne        | 29. Marguerite Ardelais de Brosse |  |  |       |  |  |                  |  |  |                    |  |
| 7. Jeanne de Vivonne             |                         | 14. André de Vivonne        |                                   |  |  |       |  |  |                  |  |  |                    |  |
|                                  |                         | 15. Louise Daillon du Lude  | 30. Jean de Daillon               |  |  |       |  |  |                  |  |  |                    |  |
|                                  |                         | 15. Louise Daillon du Lude  | 30. Jean de Daillon               |  |  |       |  |  |                  |  |  |                    |  |
|                                  |                         | 15. Louise Daillon du Lude  | 31. Marie de Laval                |  |  |       |  |  |                  |  |  |                    |  |
|                                  |                         | 15. Louise Daillon du Lude  |                                   |  |  |       |  |  |                  |  |  |                    |  |